# Kanton Bouzonville
Bouzonville is een kanton van het Franse departement Moselle. Het kanton maakt deel uit van de arrondissementen Forbach-Boulay-Moselle (32) en Thionville (22)

## Gemeenten
Het kanton Bouzonville omvatte tot 2014 de volgende 32 gemeenten uit het arrondissement Boulay-Moselle
- Alzing
- Anzeling
- Berviller-en-Moselle
- Bibiche
- Bouzonville (hoofdplaats)
- Brettnach
- Château-Rouge
- Chémery-les-Deux
- Colmen
- Creutzwald
- Dalem
- Dalstein
- Ébersviller
- Falck
- Filstroff
- Freistroff
- Guerstling
- Hargarten-aux-Mines
- Heining-lès-Bouzonville
- Hestroff
- Menskirch
- Merten
- Neunkirchen-lès-Bouzonville
- Oberdorff
- Rémelfang
- Rémering
- Saint-François-Lacroix
- Schwerdorff
- Tromborn
- Vaudreching
- Villing
- Vœlfling-lès-Bouzonville

Bij de herindeling van de kantons door het decreet van 18 februari 2014, met uitwerking in maart 2015, werd de gemeente Creutzfeld overgedragen aan het kanton Boulay-Moselle en werden er 22 gemeenten uit het arrondissement Thionville en 1 uit het kanton Boulay-Moselle (Holling) aan toegevoegd.
De bijkomende gemeenten zijn bijgevolg:
- Holling

En door de samenvoeging op 1 januari 2019 van de gemeenten Manderen en Ritzing tot de fusiegemeente (commune nouvelle) Manderen-Ritzing behoren sindsdien volgende 22 gemeenten uit het arrondissement Thionville tot het kanton Bouzonville:
- Apach
- Contz-les-Bains
- Flastroff
- Grindorff-Bizing
- Halstroff
- Haute-Kontz
- Hunting
- Kerling-lès-Sierck
- Kirsch-lès-Sierck
- Kirschnaumen
- Laumesfeld
- Launstroff
- Malling
- Manderen-Ritzing
- Merschweiller
- Montenach
- Rémeling
- Rettel
- Rustroff
- Sierck-les-Bains
- Waldweistroff
- Waldwisse